# Club Cerro Porteño (Presidente Franco)
O Club Cerro Porteño PF é um clube de futebol paraguaio da cidade de Presidente Franco. Atualmente disputa a terceira divisão nacional. Manda seus jogos no Estádio Felipe Giménez, com capacidade para 5.000 espectadores. As cores da equipe, o azul e o vermelho, são as mesmas da equipe homônima de Assunção.

## Títulos
- División Intermedia - Segunda Divisão

2011
- Campeonato Paraguaio – Terceira Divisão

2002